# Аїджал
Аїджал (Айзол, гінді आइज़ोलĀizol; бенг. আইজল,Āijal; англ. Aizawl)  — місто в Індії, адміністративний центр штату Мізорам. Засновано 1894 року. Середня висота над рівнем моря 1018 метрів.
Торговий та культурний центр, у якому сконцентрована економічна активність штату. Кустарні промисли.

## Демографія
За переписом 2011 року населення міста становило 293 416 людини, з них чоловіків 143 803, жінок 148 019. Середній рівень грамотності 98,80% (серед чоловіків 99,30%, серед жінок 98,31%).
2005 року населення міста Аїджал  — 256 399 жителів, з них чоловіків 124 917, жінок 131 482.

## Клімат
Місто знаходиться у зоні, котра характеризується вологим субтропічним кліматом. Найтепліший місяць — вересень із середньою температурою 22.5 °C (72.5 °F). Найхолодніший місяць — січень, із середньою температурою 15.9 °С (60.6 °F).
| Клімат Аїджала          | Клімат Аїджала | Клімат Аїджала | Клімат Аїджала | Клімат Аїджала | Клімат Аїджала | Клімат Аїджала | Клімат Аїджала | Клімат Аїджала | Клімат Аїджала | Клімат Аїджала | Клімат Аїджала | Клімат Аїджала | Клімат Аїджала |
| Показник                | Січ.           | Лют.           | Бер.           | Квіт.          | Трав.          | Черв.          | Лип.           | Серп.          | Вер.           | Жовт.          | Лист.          | Груд.          | Рік            |
| Середній максимум, °C   | 20,4           | 21,7           | 25,2           | 26,8           | 26,3           | 25,5           | 25,3           | 25,5           | 25,7           | 24,7           | 23             | 21             | 24,3           |
| Середня температура, °C | 15,9           | 17,3           | 20,4           | 22,2           | 22,2           | 22,2           | 22,2           | 22,3           | 22,5           | 21,4           | 19,1           | 16,6           | 20,4           |
| Середній мінімум, °C    | 11,4           | 12,8           | 15,6           | 17,5           | 18,1           | 18,9           | 19,1           | 19,1           | 19,2           | 18             | 15,1           | 12,2           | 16,4           |
| Норма опадів, мм        | 13.4           | 23.4           | 73.4           | 167.7          | 289            | 406.1          | 320.4          | 320.6          | 305.2          | 183.7          | 43.2           | 15.3           | 2161.4         |
| ----------------------- | -------------- | -------------- | -------------- | -------------- | -------------- | -------------- | -------------- | -------------- | -------------- | -------------- | -------------- | -------------- | -------------- |
| Джерело: Weatherbase    |                |                |                |                |                |                |                |                |                |                |                |                |                |

## Музей
Музей штату Мізорам. Розташований на пагорбі МакДональд у центрі міста. Незважаючи на малі розміри, він примітний цікавою колекцією історичних реліквій, стародавніх костюмів та традиційних знарядь.